# Johannes Kassian Speiser

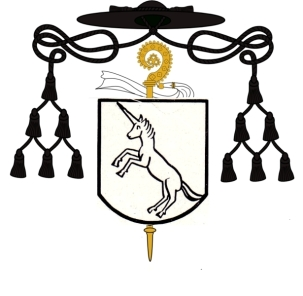
Das Wappen des Abtes Johannes Kassian Speiser

Johannes Kassian Speiser (bürgerlicher Name Johannes Speiser; * 5. Februar 1583 in Ochsenfurt; † 17. Juli 1640 in Münsterschwarzach) war von 1628 bis 1640 Abt des Benediktinerklosters in Münsterschwarzach.

## Münsterschwarzach vor Speiser
Das halbe Jahrhundert vor dem Amtsantritt des Johannes Kassian als Abt der Mainabtei war in Münsterschwarzach vom Wiederaufbau nach Zerstörungen im Deutschen Bauernkrieg und im Schmalkaldischen Krieg geprägt. Gleichzeitig nahm die Veruntreuung des Klosterbesitzes immer größere Ausmaße an. Abt Leonhard Gnetzamer wurde 1556 sogar vom Konvent wegen seines Missverhaltens abgesetzt. Unter Wolfgang Zobel besserte sich die Situation dann wieder etwas.
Johannes IV. Burckhardt begann mit dem Rückkauf der in den Jahrhunderten zuvor entfremdeten Klosterbesitzungen im Umland und trieb die Entschuldung der Abtei voran. Johannes Krug, sein Nachfolger profitierte von seiner Politik und ließ im Gebiet der Abtei wieder vermehrt bauen. Zusammen mit dem Beginn des Dreißigjährigen Krieges, der Kleinen Eiszeit und dem Prunk, in dem die Äbte lebten, eskalierte die Situation unter Speisers Vorgänger Johannes Martin erneut: Der Würzburger Bischof ließ ihn 1627 absetzen.

## Leben

### Frühe Jahre
Johannes Kassian Speiser wurde am 5. Februar 1583 in der würzburgischen Amtsstadt Ochsenfurt in Unterfranken geboren. Sein Taufname lautete Johannes, den Zusatz Kassian erhielt er erst mit dem Eintritt ins Kloster. Über die Familie des jungen Johannes ist nur wenig bekannt. Auch die Schulzeit und Ausbildung, wahrscheinlich ein Studium, werden in den Quellen nicht erwähnt. Im Jahr 1604 wurde Speiser als Professe in St. Ulrich, dem Augsburger Stadtkloster erwähnt.
Hier stieg er schnell auf. Am 12. Juni 1604 erhielt er die Niederen Weihen, am 18. September wurde er Subdiakon. Sein Diakonat erlangte er bereits im Jahr 1605. Die Priesterweihe empfing er am 31. März 1607 in Dillingen. Innerhalb seines Augsburger Klosters übernahm Speiser bald mehrere Ämter. So ist er als Pfarrer und Küster in Dillingen überliefert. Am 16. November 1627 wurde er von Fürstbischof Philipp Adolf von Ehrenberg nach Münsterschwarzach gerufen, um zunächst das Amt des Priors zu übernehmen.
Zusammen mit zwei weiteren Augsburger Brüdern sollte Speiser die Abtei reformieren, die unter Johannes VI. Martin hoch verschuldet war. Zuvor war bereits der Dreißigjährige Krieg ausgebrochen und hatte das Kloster noch zusätzlich belastet. Auf Druck des Fürstbischofs fand am Dienstag, den 1. August 1628 eine Abtswahl statt, bei dem die Entscheidung der zehn Wähler vom Klosterherren zuvor bereits beeinflusst wurde.

### Als Abt
Wie erwartet wurde der schwäbische Mönch Speiser neuer Abt. Am 18. August 1628 wurde er konfirmiert, bevor er am 10. September des gleichen Jahres bereits benediziert wurde. Ausführender Prälat war der Würzburger Weihbischof Jodokus Wagenhauber. Der neue Abt musste seinen Mitbrüdern allerdings versprechen, keine weiteren Schwaben in die Mainabtei zu holen. Diese Beteuerung musste Speiser allerdings bald zurücknehmen: 1628 berief er einen neuen Prior, der aus dem schwäbischen Kloster Andechs stammte.
Das Jahr 1629 begann Speiser mit der Abtragung der hohen Schulden. Trotz Krieg und schlechter wirtschaftlicher Lage, gelang es ihm, 4000 Gulden abzutragen. Im Jahr 1630 ließ der Abt im Klosterort Dimbach eine Rosenkranzbruderschaft gründen, deren zentraler Versammlungsort die Kirche Maria de Rosario war. Hierdurch förderte Johannes Kassian die Volksfrömmigkeit im Gebiet, das dem Kloster unterstellt worden war.
Im Jahr 1631 wurden allerdings die kleinen Fortschritte der Abtei auf einen Schlag zerstört. Die protestantischen Schweden zogen durch Mainfranken und machten auch vor dem benediktinischen, katholischen Kloster nicht Halt. Am 12. Oktober 1631 musste der Konvent und sein Abt ins Stephanskloster nach Würzburg fliehen, das mit der Mainabtei befreundet war. Von hier aus setzte sich der Abt allein in sein altes Kloster St. Ulrich ab.

### Flucht und Exil
Als auch hier die Situation ernster wurde, schloss sich Speiser den fliehenden Augsburger Mönchen um Abt Johannes VIII. Merk an und verließ die Stadt am 6. April 1632 in Richtung Hall in Tirol. Der Münsterschwarzacher Abt unternahm von hier aus am 10. Dezember 1632 eine Reise nach Schwaz. Erst im Frühjahr 1636 kehrte Abt Johannes Kassian zurück an den Main. Er durchquerte München, Augsburg und Donauwörth und erreichte Münsterschwarzach am 1. April 1636.
Da die Gebäude des Klosters in der Zwischenzeit als Soldatenquartier Verwendung gefunden hatten und deshalb in einem sehr schlechten Zustand waren, setzte sich Speiser eine Woche später wiederum nach Würzburg ab. Hier fand er Asyl in der Schottenabtei der Stadt. Wiederum gegen Ende des Jahres 1637 kam er nach Schwarzach. Der Krieg brachte ihn am 21. September 1639 allerdings nach Bamberg, da er den Durchzug feindlicher Truppen befürchtet hatte.
Erst Ende des Jahres 1639 kehrte Speiser endgültig in das zerstörte Kloster zurück. Hier schlug ihm die Verachtung seiner Mitbrüder entgegen, denn er hatte in den Jahren des Exils weiterhin auf die Kosten der Abtei gelebt. Die prächtigen Gewänder und Ringe, die Speiser in Tirol getragen hatte, hatten das Kloster noch ärmer gemacht. Sogar Zinsen hatte Speiser in Tirol eingetrieben. Am 17. Juli 1640 starb Johannes Kassian Speiser mittags gegen halb zwölf in Münsterschwarzach.

## Wappen
Der Abt Johannes Kassian ist der sechste Prälat von Münsterschwarzach, der ein eigenes Wappen führte. Beschreibung: Ein aufrechtes Einhorn. Die Wappenfarben sind nicht bekannt. Das Wappen ist neben einer Kartusche auf seinem Grabstein nur auf einem Siegel überliefert, das einer Präsentationsurkunde für die Pfarrei Sommerach im Jahr 1629 angehängt war.